# Радуга (приток Камчатки)
Радуга — река на полуострове Камчатка. Протекает по территории Усть-Камчатского района Камчатского края России.
Длина реки — 85 км. Площадь водосборного бассейна — 1040 км².
Берёт начало в отрогах хребта Кумроч. Генеральное направление течения — юг. Является левым притоком реки Камчатка, в которую впадает на 35 км от её устья.

## Притоки
- правые: Правая Радуга[4], Новиковская[5];
- левые: Россошина 2-я[6], Россошина 1-я[6], Левая Радуга[6], Асхава[5].

## Данные водного реестра
По данным государственного водного реестра России относится к Анадыро-Колымскому бассейновому округу.
Код водного объекта — 19070000112120000018142.